# Karl-Otto Alberty
Karl-Otto Alberty, eredetileg Karl-Otto Poensgen (Berlin, 1933. november 13. – 2015. április 25.) német színész.

## Életpályája
1959-ben kezdte pályafutását Svájcban a konstanzi városi színházban. Első filmes szerepét Radványi Géza magyar filmrendező 1961-es Und so was nennt sich Leben című filmjében kapta. A hatvanas évektől kezdett angol nyelvű filmekben játszani, mint az 1963-as A nagy szökés című második világháborúban játszódó filmdrámában Richard Attenborough-val. Három legismertebb filmszerepe az 1965-ös A halál ötven órája, ahol Hessler ezredes segédtisztjét, az 1970-es Kelly hősei, ahol egy Tigris tankot irányító SS-tisztet alakított, valamint Bud Spencerrel az 1980-as Piedone Egyiptomban.

## Filmjei
- A nagy szökés (1963)
- Die Karte mit dem Luchskopf (1963-1965)
- A halál ötven órája (1965)
- Párizs ég? (1966)
- A harag napjai (1967)
- Odüsszeia (1968)
- Piszkos osztag (1968)
- A felügyelő (1969-1976)
- Az angliai csata (1969)
- Elátkozottak (1969)
- Szerelmem, segíts! (1969)
- Santa Vittoria titka (1969)
- Kelly hősei (1970)
- Jefferson utolsó menete (1970)
- Támadás Rommel ellen (1971)
- Az ötös számú vágóhíd (1972)
- A merénylők (1972)
- Piedone Egyiptomban (1980)
- Forrongó világ (1983)
- A sas felszáll (1989)

## További információ
- Karl-Otto Alberty a PORT.hu-n (magyarul)
- Karl-Otto Alberty az Internetes Szinkronadatbázisban (magyarul)
- Karl-Otto Alberty az Internet Movie Database-ben (angolul)
- Karl-Otto Alberty a Rotten Tomatoeson (angolul)